# آترانی
آترانی (به ایتالیایی: Atrani) یک کومونه در ایتالیا است که در استان سالرنو واقع شده‌است.

## خصوصیات
آترانی ۰٫۲۰ کیلومترمربع مساحت و ۹۳۱ نفر جمعیت دارد.